# Amphineurus (Amphineurus) pressus
Amphineurus (Amphineurus) pressus is een tweevleugelige uit de familie steltmuggen (Limoniidae). De soort komt voor in het Australaziatisch gebied.